# Устанак буздована
Устанак буздована избио је 1382. године у Паризу. Завршен је неуспехом. 

## Устанак
Убрзо након смрти Карла V избио је устанак у Паризу (1380) изазван великим пореским оптерећењима. Принчеви-регенти су у почетку чинили уступке да би после неког времена поново вратили порезе. Нови устанак су 1382. године дигли ситни сељаци и калфе. Устаници су убрзо из арсенала отели буздоване и њима се наоружали. По томе је устанак и добио назив. Устаници су убијали скупљаче пореза и растеривали краљеве чиновнике, а из затвора ослободили заробљенике. 
Феудалци су успели да се обрачунају са устаницима. Победу је знатно олакшао страх буржоазије од доњих слојева. 